# دیسکو اینفرنو (ترانه فیفتی سنت)
«دیسکو اینفرنو» (به انگلیسی: Disco Inferno) ترانه‌ای از خواننده رپ آمریکایی فیفتی سنت است. این ترانه در دسامبر ۲۰۰۴ به عنوان تک آهنگ اصلی از دومین آلبومش، The Massacre منتشر شد.

## زمینه
این تک آهنگ که در نوامبر ۲۰۰۴ منتشر شد، در جایگاه ۵۴ قرار گرفت و در ۱۰۰ آهنگ داغ بیلبورد به مقام سوم رسید. این ترانه توسط انجمن صنعت ضبط موسیقی ایالات متحده آمریکا دارای گواهی گلدن شد.